# Llobregat d'Empordà
|  | No s'ha de confondre amb Llobregat. |

El Llobregat d'Empordà és un riu de l'Alt Empordà, afluent de la Muga pel costat esquerre.

Neix al pic del Llobregat, passa per la Jonquera i rep les aigües del vessant sud de la serra de l'Albera. És un riu de règim pluvial, nodrit tan sols per les pluges de tardor i de primavera i té un mínim a l'agost.
Pel que fa a la diversitat biològica, cal dir que és un riu ple de vida: el poblen les típiques espècies de riu català, barbs i truites, crancs de riu (actualment dominat pel cranc de riu americà, l'autòcton ha gairebé desaparegut), anguiles, serps d'aigua, salamandres, gripaus, granotes… És usat a la ruta migratòria de molts ocells,especialment els rapinyaires, com a àrea de repòs de les seves migracions.
Les ribes estan plenes de la vegetació de ribera: verns, pollancres…

## Afluents principals
- El riu de Guilla
- L'Orlina
- El Ricardell
- La riera de Torrelles
- El Merdançà